# Esquirol pigmeu de Whitehead
L'esquirol pigmeu de Whitehead (Exilisciurus whiteheadi) és una espècie de rosegador de la família dels esciúrids. És endèmic de Borneo (Indonèsia i Malàisia). S'alimenta de molsa. El seu hàbitat natural és l'estatge submontà, on viu a altituds de fins a 3.000 msnm. És una espècie en risc mínim, és a dir, no sembla que hi hagi cap amenaça significativa per a la seva supervivència.
Aquest tàxon fou anomenat en honor de l'explorador britànic John Whitehead.